# Уммару
У́ммару (эст. Ummaru) — деревня в волости Рапла уезда Рапламаа, Эстония. 
До административной реформы местных самоуправлений Эстонии 2017 года входила в состав волости Райккюла. 

## География и описание
Расположена 47 километрах к югу от Таллина и в 11 км к юго-западу от уездного и волостного центра — города Рапла. Высота над уровнем моря — 46 метров. 
Официальный язык — эстонский. Почтовый индекс — 78423.

## Население
По данным переписи населения 2021 года, в деревне проживали 50 человек, из них 48 (98,0 %) — эстонцы.
Численность населения деревни Уммару по данным переписей населения:
| Год  | 1959 | 1970 | 1979 | 1989 | 2000 | 2011 | 2021 |
| ---- | ---- | ---- | ---- | ---- | ---- | ---- | ---- |
| Чел. | 55   | ↘ 27 | ↗ 65 | ↘ 57 | ↘ 51 | → 51 | ↘ 50 |

## История
В 1902 году упоминается Umbarro — сенокосный луг мызы Каппель (Кабала).
Деревня сформировалась к концу 1930-х годов. В 1977 году, в период кампании по укрупнению деревень, с Уммару была объединена деревня Лайкма (эст. Laikma, в 1586 году упомянут хутор Layckmecke, деревня упомянута во второй половине XVII века как Laigmeggy Byy и в 1798 году как Laikma).